# Yūya Yagira
Yūya Yagira (柳楽優弥?, Yagira Yūya; Higashiyamato, Tokyo, 26 marzo 1990) è un attore giapponese.
A quattordici anni vince sorprendentemente al suo debutto cinematografico il Prix d'interprétation masculine al Festival di Cannes 2004 per Nessuno lo sa di Hirokazu Kore-eda. Nel 2007 presta la sua voce, insieme a Rinko Kikuchi al progetto Genius Party e nel 2010 recita in All to the Sea. È sposato dal 2010 con il personaggio televisivo Ellie Toyota.

## Filmografia parziale

### Televisione
- Gannibal (ガンニバル?, Gannibaru) – serie TV (2022)